# Hamed Malekmohammadi
Hamed Malekmohammadi Memar (in persiano حامد ملک ‌محمدی معمار‎; Rey, 10 aprile 1983) è un judoka iraniano.
Ha partecipato ai Giochi di Pechino 2008, gareggiando nella categoria degli 81kg.